# No desearás la mujer de tu prójimo
No desearás la mujer de tu prójimo es una película española de comedia estrenada en 1968 sobre el deseo y la insatisfacción sexual en el  matrimonio. Fue dirigida por Pedro Lazaga, con guion de Pedro Masó y Rafael J. Salvia.
La película obtuvo el galardón al mejor equipo artístico en los premios del Sindicato Nacional del Espectáculo correspondientes a 1968.

## Sinopsis
En Madrid, en Nochevieja, se reúnen en una fiesta un grupo de parejas de amigos: el médico Alberto y su esposa Elena, el director de banco Enrique y Mónica, el empresario Carlos y Matilde, el propietario inmobiliario Paco y su esposa Lola, y el químico José Luis e Isabel. De repente, sienten la imperiosa necesidad de ser infieles. Enrique le confiesa a Alberto que se siente atraído por Lola, y Alberto pretende seducir a Matilde. Las esposas, atractivas, inteligentes y ricas, decidirán dar una lección a los aspirantes a donjuán.

## Reparto
- Arturo Fernández ... Alberto
- Paca Gabaldón ... Elena
- Antonio Ferrandis ... Enrique
- Sonia Bruno ... Mónica
- Juan Luis Galiardo ... Carlos
- Diana Lorys ... Matilde
- Juanjo Menéndez ... Paco
- Irán Eory ... Lola
- José María Mompín ... José Luis
- Paula Martel ... Isabel
- Jesús Guzmán ...	Martínez
- Francisco Camoiras ... El berberecho de Chipiona
- Miguel Armario ... Mariano
- Maribel Sáez ...	Criada
- Ricardo Merino ...Presentador